# 아카이 히데유키
아카이 히데유키(일본어: 赤井 秀行, 1985년 5월 2일 ~ )는 일본의 전 축구 선수이다.

## 구단 경력
과거 도치기 SC, SC 사가미하라에서 활동하였다.